# 培克线虫属
培克线虫属（学名：Bakernema）是环线虫科下的一个属。

## 下属物种
本属包括以下物种：
- Bakernema dauniense Vovlas, 1992
- Bakernema inaequale (Taylor, 1936) Mehta & Raski, 1971